# Porta-vestits
Un porta-vestits és un recipient o contenidor d'un material flexible, utilitzat generalment per portar amb comoditat vestits, americanes, o també per protegir-los de la pols en tenir-los penjats en l'armari. Un porta-vestits es pot utilitzar com a maleta principal.
Els porta-vestits són adequats per als vestits, jaquetes, vestits de nit, vestits d'etiqueta, i fins i tot s'hi poden penjar camises de vestir per evitar que s'arruguin. Un model senzill pot servir per protegir l'esmòquing o un vestit formal suficient per a un viatge d'una nit.

## Tipus
Els models més senzills solen portar una cremallera, que obre de dalt a baix, en la meitat d'una de les cares. Poden estar fets de diferents materials: tela, cuir, plàstic, etc. Alguns porta-vestits venen amb rodes.
Els porta-vestits poden tenir una nansa per al transport o també una corretja per portar-los penjats a l'espatlla. Es fan en diferents formes i grandàries depenent de la longitud de les peces que han de contenir (americanes, abrics, vestits de núvia, etc.). Hi ha un tipus de porta-vestits de poc espessor amb dues nanses que es poden plegar per la meitat per portar-los fàcilment amb una mà.

## Qualitats i talles
Hi ha una gran quantitat porta-vestits al mercat, en tots els rangs de preus. Igual que amb tot tipus d'equipatge, cal triar el que més s'ajusti a les necessitats, considerant en primer lloc la durada del viatge, així com la roba que s'ha de portar.
Hi ha fins a quatre mesures estàndard de porta-vestits: 80, 90, 110 o 130 centímetres de llarg. Si es tria la mesura més llarga, cal preveure que es plegui en tres parts perquè pugui cabre per exemple sota el seient de l'avió.

## Perills
Cal tenir molta cura amb certs tipus de porta-vestits de plàstic fi i "no transpirable", ja que els nens poden jugar amb ells introduint el cap dins, fet que els pot tallar el subministrament d'oxigen impedint la respiració, podent causar la mort per asfíxia.